# Embajada de España en Pakistán
La Embajada de España en Pakistán es la máxima representación legal del Reino de España en la República Islámica de Pakistán. 

## Embajador
El actual embajador es, José Antonio de Ory Peral quien fue nombrado por el gobierno de Pedro Sánchez el 15 de junio de 2022.

## Misión diplomática
Previa a la constitución de la Embajada española en Islamabad, actual capital del país, la embajada de España estuvo ubicada en la ciudad costera de Karachi, que fue capital desde 1947 a 1959. España cuenta con dos consulados honorarios en las ciudades de Lahore y Karachi.

## Historia
Las relaciones entre España y Pakistán se remontan a los años 50, cuando Pakistán aún se constituía como el Dominio de Pakistán, cuya jefatura de Estado correspondía a la reina Isabel II. En 1956, Pakistán se constituyó como una república, y España acudió a tal acto a través de un embajador extraordinario, un año después se firmó un tratado de paz y amistad entre ambos países, ratificado en 1959. Desde entonces Pakistán y España disfrutan de lazos extremadamente cordiales y amistosos.

## Demarcación
Con anterioridad la Embajada española en Pakistán tenía una demarcación que incluía en diferentes momentos a:
- Ceilán: España inició sus relaciones diplomáticas con Sri Lanka, entonces conocida como Ceilán, el 10 de julio de 1955 quedando adscrita a la Embajada española en Pakistán. Tres años después se nombró el primer embajador no residente con sede en Nueva Delhi y desde entonces el país insular pertenece a esta demarcación.

- República Islámica de Afganistán: La embajada española en Afganistán se creó en 2006 pero previamente, la legación española, había estado bajo la demarcación de la Embajada de España en Irak desde 1950 hasta 1959. Después la embajada española no residente en Kabul estuvo incluida en la demarcación de la Embajada española en Ankara (Turquía) desde 1970 a 1974; en la Embajada nacional en Teherán (Irán) desde 1974 a 1979. Los problemas que atravesó el país centroasíatico desde 1979 a 2001 limitó las relaciones entre ambos estados. Finalmente con consecuencia de la Guerra de Afganistán (2001-2014), que hizo caer al gobierno talibán e instauró un gobierno civil pro occidental, se volvió a nombrar a embajadores no residentes acreditados ante el gobierno de Kabul, así, desde 2002 a 2005 dependía de la Embajada española en Islamabad (Pakistán).